# افتون (آیووا)
افتون (به انگلیسی: Afton) شهری در ایالت آیووا کشور ایالات متحده آمریکا است که جمعیت آن در سرشماری سال ۲۰۱۰ میلادی، ۸۴۵ نفر بوده‌است.